# Congresso Liberal de 1889

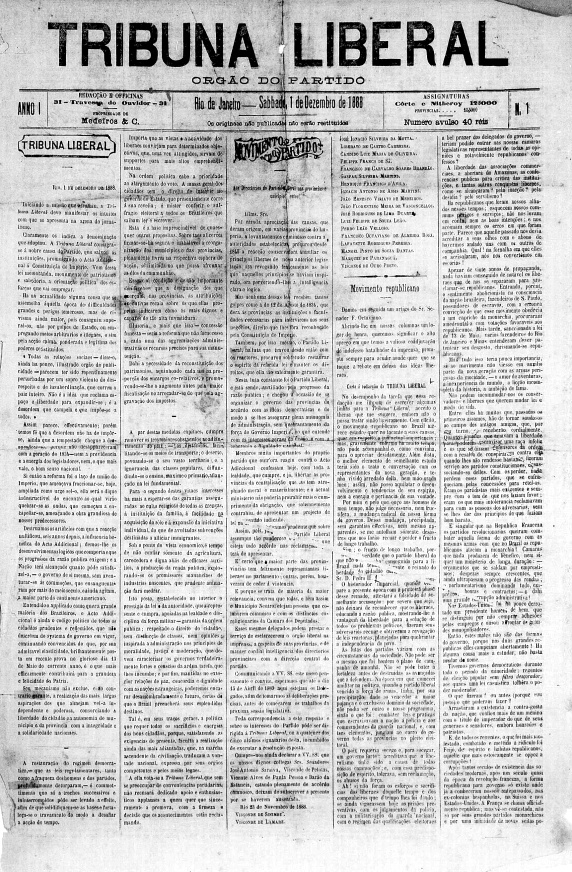
Original da primeira edição da Tribuna Liberal, órgão do Partido Liberal (1888-1889).

O Congresso Liberal de 1889 foi um congresso do Partido Liberal realizado no Rio de Janeiro, capital do Império do Brasil, em maio daquele ano, com o objetivo de formular um projeto reformista para o país, retomando e atualizando várias bandeiras históricas dos liberais brasileiros.

## Contexto
Com a abolição da escravidão no Brasil, em maio de 1888, o Partido Conservador, que havia aprovado a Lei Áurea, se viu dividido entre aqueles que advogaram pela abolição imediata, como o conselheiro João Alfredo Correia de Oliveira, aqueles que eram contrários à abolição, como o senador João Maurício Wanderley, Barão de Cotegipe, e aqueles partidários de uma ampla indenização aos antigos proprietários. Com isso, o partido se viu impossibilitado de continuar no governo, dando lugar ao Partido Liberal, na figura de Afonso Celso de Assis Figueiredo, Visconde de Ouro Preto, chamado ao poder pelo Imperador D. Pedro II em 7 de junho de 1889.
No mês anterior, porém, esses mesmos liberais, cientes dessa cisão dos conservadores e do crescimento dos republicanos, organizaram na capital do Império um congresso partidário para discutir um novo programa de reformas para o país. O congresso foi convocado pela Tribuna Liberal, órgão periódico do partido, reunindo cerca de 60 delegados de várias províncias do Império, feito inédito desde a década de 1860.

## Propostas
Segundo Manuel Pinto de Sousa Dantas, senador e ex-presidente do Conselho de Ministros:
É ponto assentado aspirar o Partido Liberal ao máximo das liberdades compatíveis com a monarquia democrática, aquela que repousa na soberania do povo e na qual todos os poderes são delegações da nação. Seja o partido fiel à sua origem, saiba aperfeiçoar as instituições democráticas. Romper com elas, procurar em outras os seus pontos de apoio com exclusão dos verdadeiros elementos liberais seria um erro gravíssimo e que breve reduziria nossa pátria ao estado de uma árvore de frondosa copa, mas sem raízes sólidas, e, portanto, arriscada a tombar por terra ao primeiro sopro da tempestade.
As diretrizes do congresso eram claras: restaurar o "regime democrático do Ato Adicional de 1834", de forma calma, legal e ponderada, unindo a liberdade do cidadão com as autonomias regionais e municipais. A ideia principal dos líderes liberais era unir monarquia e democracia, evitando o reacionarismo dos conservadores e os possíveis perigos republicanos.

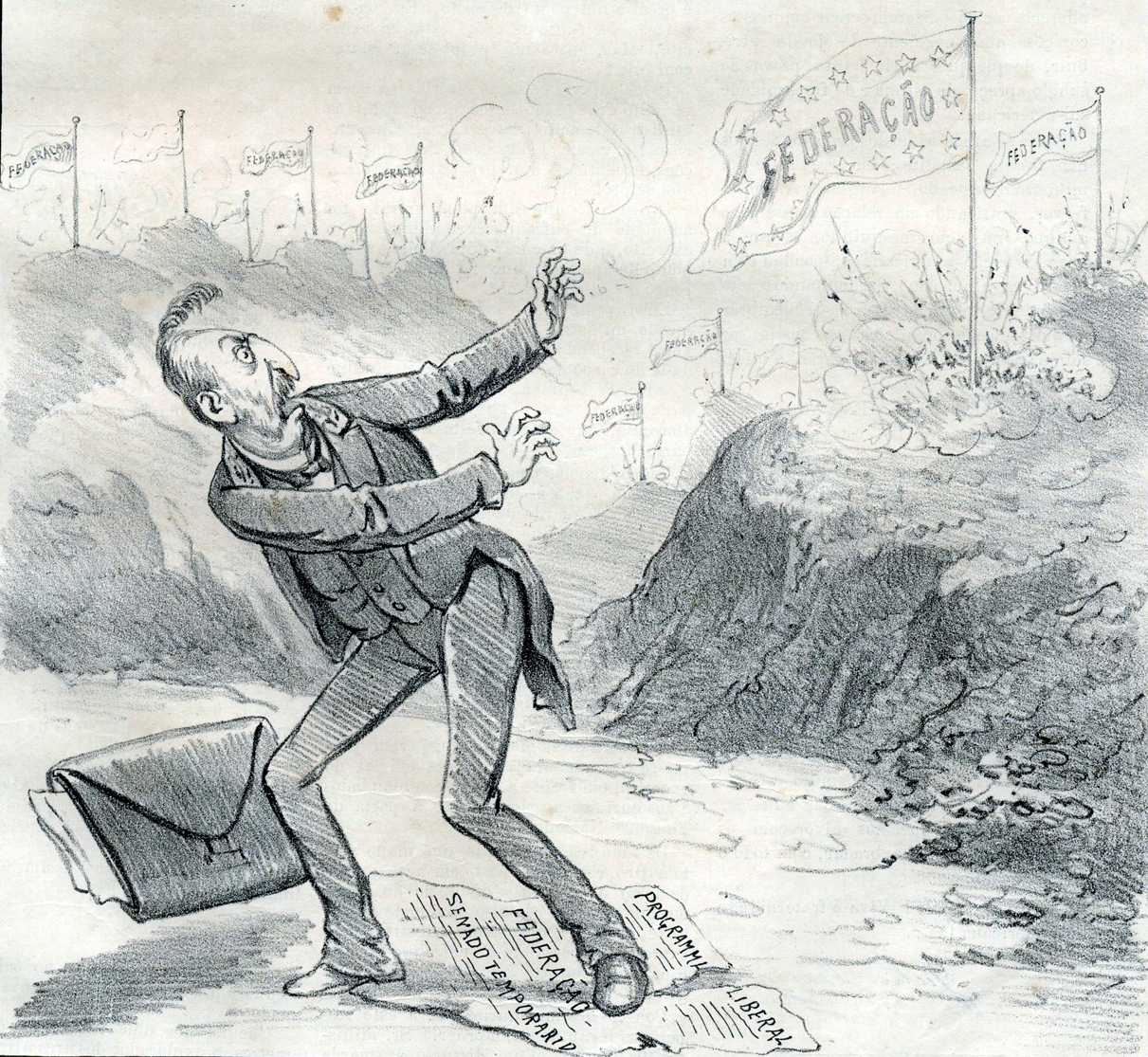
Charge da Revista Illustrada (nº. 563) de 1889 satirizando a questão do federalismo entre os liberais.

Entre as principais reformas propostas pelo Congresso estavam:
- Expansão do direito ao voto;
- Elegibilidade dos presidentes de província;
- Temporariedade do Senado;
- Liberdade religiosa;
- Expansão do ensino primário;
- Facilitação do acesso à terra;
- Incentivo à imigração.

Contudo, o principal debate do Congresso foi a respeito da federalização do Império. Para muitos liberais, em especial os da província de São Paulo, o federalismo era a única maneira de se atender aos anseios das elites econômicas, desejosas de maior autonomia política e financeira, além de ser a única forma, segundo esses liberais, de se frear o republicanismo nessas regiões do país. Entre os maiores proponentes do federalismo estava o jurista Ruy Barbosa, futuro republicano e ministro de Estado. Por outro lado, liberais moderados defendiam uma autonomia maior para as províncias, mas sem a adoção do federalismo, uma vez que temiam que essa questão enfrentasse obstáculos constitucionais.
Além disso, muitos desses liberais moderados defendiam também a manutenção do Poder Moderador, visando a utilização desse dispositivo quando estivessem novamente no poder. Por sua vez, liberais radicais pregavam a extinção do poder do Imperador e até uma reforma agrária.
O parecer final do Congresso Liberal, por fim, acabou reunindo algumas propostas radicais de 1868, quando o partido se dividiu, e as propostas moderadas de 1869, quando da reunificação do grupo.

## Gabinete Ouro Preto

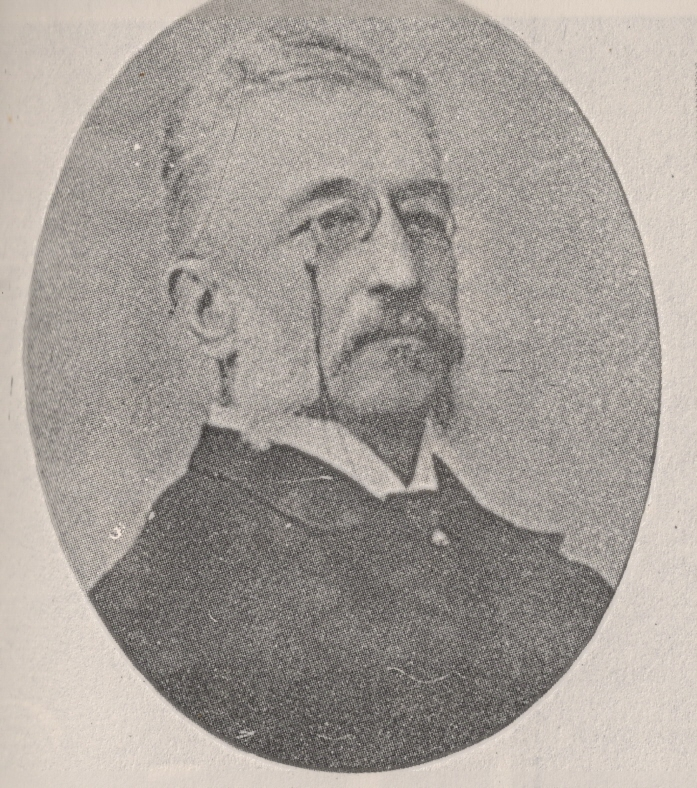
Visconde de Ouro Preto (1889).

Em 7 de junho de 1889, então, subiu ao poder o Partido Liberal, na oposição desde 1885. Dessa vez, o governo foi encabeçado pelo Gabinete Ouro Preto, chamado ao poder por D. Pedro II após a queda do Gabinete João Alfredo.

Uma vez no poder, Ouro Preto pregou a democratização da monarquia e a inutilização da república. Segundo o presidente do Conselho de Ministros:
[...] reformas [...] não devem ser adiadas, para não se tornarem improfícuas. O que hoje bastará, amanhã talvez seja pouco. Portanto, a situação do país defini-se, a meu ver, por uma frase: a necessidade imprescindível e urgente de reformas liberais.
Em seu programa de governo, Ouro Preto apresentou uma série de propostas em total consonância com o Congresso Liberal daquele ano, entre as quais estavam:
- Alargar o direito de voto, mantido o alistamento então vigente, e considerando-se como prova de renda legal o fato de saber o cidadão ler e escrever, além da ampliação dos distritos eleitorais;
- Tornar elegíveis os administradores municipais e os presidentes e vice-presidentes de província, recaindo sua escolha sobre lista organizada pelo voto dos cidadãos alistados;
- Dar efetividade às já concedidas por lei ao direito de reunião;
- Instituir a liberdade de culto e seus consectários;
- Instituir a temporariedade ao Senado;
- Reformar o Conselho de Estado, para constitui-lo meramente administrativo, tirando-lhe todo o caráter político;
- Aperfeiçoar e dar liberdade ao ensino público;
- Instituir nova Lei de Terras, que facilite sua aquisição, respeitado o direito do proprietário;
- Elaborar um código civil.

## Resultados
Apesar da grande oposição conservadora e republicana, Ouro Preto esperava obter uma maioria parlamentar nas próximas eleições para avançar com as reformas estabelecidas pelo Congresso. Porém, seu programa de governo foi frustrado pela proclamação da República, em 15 de novembro daquele ano. Após o golpe de Estado do marechal Manuel Deodoro da Fonseca, várias propostas do Congresso Liberal foram adotadas pelo novo regime, como o federalismo, o Estado laico e o fim do sufrágio censitário - embora os analfabetos continuassem excluídos do direito ao voto.